# Strikeforce Challengers: Johnson vs. Mahe
Strikeforce Challengers: Johnson vs. Mahe foi um evento de artes marciais mistas promovido pelo Strikeforce. O sétimo episódio do Challengers ocorreu em 26 de março de 2010, no Save Mart Center em Fresno, California. O evento acumulou aproximadamente 316,000 telespectadores na Showtime.

## Ligações Externas
- Official Strikeforce site